# A24
A24 (o América 24) es un canal de televisión abierta de noticias argentino. Es propiedad de Grupo América.

## Historia

### CVN: CableVisión Noticias (1993-2005)
El inicio original de sus transmisiones fue el 15 de abril de 1993 a las 7:00 de la mañana con la conducción de Roberto Maidana y Cecilia Laratro, bajo la dirección del periodista Eliseo Álvarez, proyectado por la Corporación Multimedios América. En 1994 comenzó a utilizar la escenografía en simultáneo con América 2. En 1996, cambió por primera vez su logo y pasó a denominarse CVN CableVisión Noticias. En 1999 cambió su diseño. En agosto de 2002 CVN cambia de logo por última vez, copiando al diseño de América Noticias debido a la venta de CVN por Ávila Inversora a América Multimedios. Cerró sus emisiones el 8 de marzo de 2005 a las 6:59 de la mañana.

### América 24 (2005-2011)
Su primera emisión ocurrió el 8 de marzo de 2005 a las 7:00 de la mañana con el segmento Buenos días América a cargo de los periodistas Guillermo Andino y María Belén Aramburu.
El objetivo era refundar la señal de noticias precedida por CVN, que en sus últimos 5 años fue quedando desatendida por sus anteriores directivos, al punto de perder cada vez más horas de noticias y convertirse en un canal de variedades e interés general.
Con el cambio en el holding propietario de América Multimedios, CVN pasa a ser rebautizada con el nombre de América 24 y vuelve a convertirse, desde ese momento, en una señal de noticias.
A pesar de su alta promoción publicitaria y de los periodistas que pasaron por la señal, esta no pudo recuperar el nivel de audiencia que logró tener su predecesora CVN durante la década de 1990, hecho que la había llevado a ser una señal líder en el campo de la información.[cita requerida]
Entre 2006 y 2010, tramsmitió el Torneo Argentino A.

### A24 (2011-presente)
El 1° de marzo de 2011, intentando mejorar su imagen y su calidad informativa, por primera vez renovó totalmente su logotipo y sus gráficas, cambio a un estudio moderno y de mayor dimensión, y dejó atrás el nombre "América 24", para pasar a llamarse simplemente "A24". Además, por primera vez desde su lanzamiento en 2005, sumó segmentos informativos los sábados y domingos durante todo el día.[cita requerida]
A los pocos meses el canal decidió levantar abruptamente sus noticieros de fin de semana (al mismo tiempo que firmó un contrato con el gobierno argentino) para transmitir partidos de fútbol a través del programa Fútbol para todos.
El 19 de marzo de 2012, volvió a renovarse, modificando nuevamente su logotipo y sus gráficas, pero sin grandes cambios estructurales. En este caso, inauguró nuevos segmentos como Mauro 360°, Mediodía, más que noticias, Último minuto y Vivo el sábado.
En abril de 2017, el canal incorporó a figuras como Eduardo Feinmann, Jorge Rial y Fernando Carnota.
En 2021, pierde varias de sus figuras televisivas pasándose a La Nación +, hasta que el 10 de febrero de 2025 recupera a varios de ellos.

## Audiencia
A partir de 2013, A24 empezó a crecer en audiencia. Dentro del rubro de canales de noticias, se encuentra en el tercer puesto según medición de IBOPE.
En cuanto a canales de TV por cable en general, para 2017 se posicionó en el puesto número 5 entre las 10 señales de cable más vistas, durante 2018 a 2020 se ubicó en el 3.er lugar. Tras 4 años de bajar varios puestos, finalmente en 2025 regresa al 3.er lugar.

## Controversias
El canal al igual que el multimedios y sus propietarios fueron denunciados repetidas veces por estafa y lavado de dinero, y por despidos injustificados.
El 7 de junio de 2009, Francisco De Narváez, candidato a diputado nacional por Unión PRO y uno de los accionistas del canal, fue entrevistado por un programa del canal. Cuando la entrevista mencionó acusaciones por enriquecimiento ilícito que formuló el diario Página/12 sobre el candidato, repentinamente se cortó la transmisión y comenzó otro programa; posteriormente se anunció el levantamiento del programa donde se realizó la entrevista en noviembre de 2009, y otro programa, Lado salvaje, conducido por Reynaldo Sietecase y Maximiliano Montenegro en A24, también fue levantado.
En octubre de 2017, A24 informaba de una seguidilla de robos en la Ciudad, cuando el periodista Antonio Laje denunció al aire que estaban siendo amenazados por gente allegada al Ministerio de Seguridad porteño, Martín Ocampo.